# Pacifisch-Aziatisch kampioenschap curling mannen
Het Pacifisch-Aziatisch kampioenschap curling voor mannen was een jaarlijks curlingtoernooi, dat in 1991 voor het eerst werd georganiseerd. De laatste editie vond plaats in 2021.

## Geschiedenis
Het Pacifisch-Aziatisch kampioenschap curling werd jaarlijks georganiseerd door de World Curling Federation. Het mannen- en vrouwentoernooi vond telkens in dezelfde stad plaats. Traditiegetrouw werd er in november gestreden om de regionale titel. Het Pacifisch-Aziatisch kampioenschap gold ook als kwalificatietoernooi voor het wereldkampioenschap curling: de beste twee landen mochten deelnemen aan het WK.
De eerste editie van het Pacifisch-Aziatisch kampioenschap curling voor mannen vond plaats in 1991 in het Japanse Sagamihara. Australië kroonde zich als eerste land tot kampioen. Australië het kampioenschap ook het vaakst: negen keer. Er werd ook een kleine finale gehouden voor de strijd om het brons. Enkel in 1992 was dit niet het geval, aangezien er toen slechts twee deelnemende landen waren.
Eind 2021 besliste de World Curling Federation om het Pacifisch-Aziatisch kampioenschap op te heffen en te vervangen door het pan-continentaal kampioenschap curling. Hierdoor zouden alle niet-Europese landen het tegen elkaar kunnen opnemen in een mondiaal toernooi.

## Erelijst
| Jaar | Plaats                      |  | Goud          | Zilver        | Brons          |
| ---- | --------------------------- |  | ------------- | ------------- | -------------- |
| 1991 | Sagamihara, Japan           |  | Australië     | Japan         | Nieuw-Zeeland  |
| 1992 | Karuizawa, Japan            |  | Australië     | Japan         |                |
| 1993 | Adelaide, Australië         |  | Australië     | Japan         | Nieuw-Zeeland  |
| 1994 | Christchurch, Nieuw-Zeeland |  | Australië     | Japan         | Nieuw-Zeeland  |
| 1995 | Tokoro, Japan               |  | Australië     | Japan         | Nieuw-Zeeland  |
| 1996 | Sydney, Australië           |  | Australië     | Japan         | Nieuw-Zeeland  |
| 1997 | Karuizawa, Japan            |  | Australië     | Japan         | Nieuw-Zeeland  |
| 1998 | Qualicum Beach, Canada      |  | Nieuw-Zeeland | Japan         | Australië      |
| 1999 | Tokoro, Japan               |  | Japan         | Australië     | Nieuw-Zeeland  |
| 2000 | Esquimalt, Canada           |  | Nieuw-Zeeland | Australië     | Japan          |
| 2001 | Jeonju, Zuid-Korea          |  | Japan         | Nieuw-Zeeland | Australië      |
| 2002 | Queenstown, Nieuw-Zeeland   |  | Zuid-Korea    | Australië     | Japan          |
| 2003 | Aomori, Japan               |  | Nieuw-Zeeland | Australië     | Japan          |
| 2004 | Chuncheon, Zuid-Korea       |  | Nieuw-Zeeland | Australië     | Japan          |
| 2005 | Taipei, Taiwan              |  | Australië     | Japan         | Nieuw-Zeeland  |
| 2006 | Tokio, Japan                |  | Australië     | Zuid-Korea    | China          |
| 2007 | Peking, China               |  | China         | Australië     | Nieuw-Zeeland  |
| 2008 | Naseby, Nieuw-Zeeland       |  | China         | Japan         | Nieuw-Zeeland  |
| 2009 | Karuizawa, Japan            |  | China         | Japan         | Zuid-Korea     |
| 2010 | Uiseong, Zuid-Korea         |  | China         | Zuid-Korea    | Australië      |
| 2011 | Nanjing, China              |  | China         | Nieuw-Zeeland | Zuid-Korea     |
| 2012 | Naseby, Nieuw-Zeeland       |  | China         | Japan         | Australië      |
| 2013 | Shanghai, China             |  | China         | Japan         | Zuid-Korea     |
| 2014 | Karuizawa, Japan            |  | China         | Japan         | Zuid-Korea     |
| 2015 | Almaty, Kazachstan          |  | Zuid-Korea    | Japan         | China          |
| 2016 | Uiseong, Zuid-Korea         |  | Japan         | China         | Zuid-Korea     |
| 2017 | Erina, Australië            |  | Zuid-Korea    | China         | Japan          |
| 2018 | Gangneung, Zuid-Korea       |  | Japan         | China         | Zuid-Korea     |
| 2019 | Shenzhen, China             |  | Zuid-Korea    | Japan         | China          |
| 2021 | Almaty, Kazachstan          |  | Zuid-Korea    | Japan         | Chinees Taipei |

## Medaillespiegel
| Plaats | Land           | Goud | Zilver | Brons | Totaal |
| 1      | Australië      | 9    | 6      | 4     | 19     |
| 2      | China          | 8    | 3      | 3     | 14     |
| 3      | Zuid-Korea     | 5    | 2      | 6     | 13     |
| 4      | Japan          | 4    | 17     | 5     | 26     |
| 5      | Nieuw-Zeeland  | 4    | 2      | 10    | 16     |
| 6      | Chinees Taipei | 0    | 0      | 1     | 1      |
| Totaal | Totaal         | 30   | 30     | 29    | 89     |